# 观寺镇
观寺镇，原为观寺乡，是中华人民共和国四川省眉山市仁寿县曾经下辖的一个镇。2019年12月，撤销观寺镇，将其所属行政区域划归贵平镇管辖。

## 行政区划
观寺镇撤銷前下辖以下地区：
南华街社区、雄心村、庆祝村、勤俭村、升龙村、龙岩村、石子村、火炬村、火花村和槐树村。